# It's All Over Now
It's All Over Now är en låt skriven och lanserad av Bobby Womack 1964. Womack spelade in låten med gruppen The Valentinos och deras version nådde #94 på USA:s Billboard-lista. The Rolling Stones fick höra låten de då turnerade i Nordamerika och bestämde sig snabbt för att spela in en egen version av låten. Detta skedde i skivbolaget Chess Records studio i Chicago. Låten togs senare med på det amerikanska Rolling Stones-albumet 12X5. I Storbritannien var det gruppens första singeletta, och den innebar ett genombrott i flera europeiska länder.

## Listplaceringar
| Lista (1964)   | Position               |
| -------------- | ---------------------- |
| Finland        | 11                     |
| Irland         | 2                      |
| Nederländerna  | 1                      |
| Norge          | 5 (VG-lista)           |
| Storbritannien | 1                      |
| Sverige        | 3 (Kvällstoppen)       |
| Sverige        | 2 (Tio i topp)         |
| USA            | 26 (Billboard Hot 100) |
| Västtyskland   | 14                     |